# Gymnasium Schloss Plön
Das Gymnasium Schloss Plön in Plön ist eine offene Ganztagsschule in Trägerschaft des Kreises Plön. Sie verfügt über die größte Sporthalle in der Stadt und ging aus dem Internatsgymnasium Schloss Plön hervor, dem bis 2001 ein insbesondere auf Schloss Plön beheimatetes Internat angegliedert war.

## Entwicklung
Vorläufer des Gymnasiums in Plön sind seit 1704 belegt (Breitenausches Gestift nach Christoph Gensch von Breitenau), das heutige Schulgebäude wurde 1899 errichtet. Die Schule war bereits 1897 in Kaiserin-Auguste-Viktoria-Gymnasium (nach Auguste Viktoria von Schleswig-Holstein-Sonderburg-Augustenburg) umbenannt worden. 1922 wurde das Gymnasium mit der im Schloss Plön angesiedelten Staatlichen Bildungsanstalt (bis 1920 Kadettenanstalt) vereinigt. In der Zeit des Nationalsozialismus beherbergte Schloss Plön eine Nationalpolitische Erziehungsanstalt, das Schulgebäude in der Prinzenstraße diente als Unterrichtsgebäude.
1946 wurde eine Internatsoberschule Schloss Plön eingerichtet und 1955 in Internatsgymnasium Schloss Plön umbenannt. Auch in dieser Zeit befand sich der Internatsbetrieb auf Schloss Plön, während der Unterricht in der Prinzenstraße abgehalten wurde. 1969 geriet das Internatsgymnasium wegen der Relegation von sechs Internatsschülern (unter anderen Svante Domizlaff), die sich geweigert hatten, die von Schulleiter Erwin Schmidt erarbeiteten „Ordnungsprinzipien“ zu unterzeichnen, in die Schlagzeilen.
2001 wurde das Schloss an das Optikunternehmen Fielmann verkauft, das darin die Fielmann Akademie Schloss Plön einrichtete, eine Privatschule für das Optikerhandwerk. Das Gymnasium wurde im selben Jahr erneut in Gymnasium Schloss Plön umbenannt, obwohl seit dem Schlossverkauf bis auf die Sportflächen zwischen Schloss und Gymnasium praktisch keine Verbindungen mehr bestehen.

## Profil
Das Gymnasium wird als offene Ganztagsschule (mit Genehmigung) geführt und bietet nachmittags freiwilligen Unterricht, Arbeitsgemeinschaften oder Betreuungsangebote an.
Die Schule ist 2010 als eines der wenigen Gymnasien in Schleswig-Holstein zum neunjährigen Gymnasialbildungsgang („G9“) zurückgekehrt, so dass an dieser Schule nur zwei Jahrgänge den achtjährigen Gymnasialbildungsgang („G8“) durchlaufen. Als Grund für die Rückkehr zu „G9“ wurde insbesondere der hohe Anteil an Fahrschülern genannt.
Die Schule verfügt am Großen Plöner See über ein eigenes Bootshaus mit Ausstattungen zum Segeln und Rudern, das kurz vor dem Ende des Internatsbetriebs vom Ehemaligenverein Vereinigung der Butenplöner gekauft wurde und seitdem vom Schüler Ruder- und Segelverein (SRSV) betrieben wird. Als Sportplatz wird ein Gelände im Park von Schloss Plön, als Laufstrecke die Prinzeninsel genutzt.

## Butenplöner
Nicht zuletzt aufgrund der Geschichte der Schule als Internatsgymnasium spielt der Ehemaligenverein „Vereinigung der Butenplöner e. V.“ für die Schule eine wahrnehmbare Rolle. Am 2. September 1951 von ehemaligen Schülern des Plöner Internats gegründet, bildet er einen freiwilligen Zusammenschluss ehemaliger Schüler, Lehrkräfte und Mitarbeiter des Gymnasiums Schloss Plön sowie des früheren Internats, einschließlich der vorangegangenen höheren Lehranstalten in Plön.
Die Mitglieder, Butenplöner genannt, verstehen sich als Ehemaligennetzwerk, über das sie weltweit den Kontakt untereinander und zur Schule halten. Gleichzeitig fördern sie an ihrer früheren Schule diverse Projekte wie zum Beispiel die Musik/Kunst-AG oder die Schülerzeitung „Der Scheinwerfer“ sowie den Wassersport am Bootshaus, das der Verein bereits 1999 vom Land Schleswig-Holstein kaufen konnte und das sich seitdem im Eigentum der Vereinigung befindet. Der Verein organisiert ein jährliches Fest, das seit seiner Gründung traditionell am ersten Wochenende im September stattfindet.

## Persönlichkeiten

### Schüler
- Ulrich Bähnk (* 1965), Schauspieler
- Peter Bassenge (* 1934), Richter und Rechtswissenschaftler
- Gottfried Graf von Bismarck-Schönhausen (1901–1949), Regierungspräsident von Stettin und Potsdam (NSDAP)
- Jan Henric Buettner (* 1964), Manager
- Dieter Hartwig (* 1943), Marineoffizier und Politologe
- Christian Lütjohann (1846–1884), klassischer Philologe
- Ulf Kämpfer (* 1972), Oberbürgermeister von Kiel (SPD)
- Lauritz Lauritzen (1910–1980), Bundesminister, Oberbürgermeister von Kassel (SPD)
- Hartmut Nöldeke (1926–2013), Arzt, Sanitätsoffizier und Autor
- Alfons Pawelczyk (* 1933), Offizier und Politiker (SPD)
- Hans-Jürgen Rennack (* 1942), Abitur 1962, Brigadegeneral des Heeres der Bundeswehr
- Martin Rücker von Jenisch (1861–1924), Diplomat
- Gerold Siedler (* 1933), Abitur 1953, Physiker und Ozeanograph
- Hinrich Storch (* 1933), Abitur 1954, Architekt und Kunstmaler
- Hans Treplin (1884–1982), evangelischer Theologe und Propst der Propstei Rensburg, Vertreter der Bekennenden Kirche
- Erich Zeeck (1932–2021), Abitur 1953, Chemiker
- Axel Zeeck (* 1939), Chemiker, Hochschullehrer und Unternehmer

### Lehrer
- Eduard Scheer (1840–1916), klassischer Philologe (Oberlehrer von 1872 bis 1887)
- Wilhelm Johannsen (1897–1938), Kunsterzieher